# Bildakt
Die Bildakttheorie ist eine philosophische und bildwissenschaftliche Theorie, die handlungsstiftende Wirkungen, die von der gestalteten Welt ausgehen, zu erfassen versucht.
Dem Wortsinn nach bezieht sich die Theorie des Bildakts auf die antike Rhetorik, die den „handelnden Bildern“ (imagines agentes) eine visuell wirkende Handlungsoption zusprach. Von dieser Formel wurden beständig neue Begriffsprägungen abgeleitet, welche die pseudolebendige Handlungsmacht von Bildern betonten.  Nach 1945 haben der französische Soziologe Henri Lefebvre mit der Formulierung „l'image est acte“  und der Fototheoretiker Philippe Dubois mit dem Schlagwort des „acte iconique“  Formulierungen geprägt, an die der Kunsthistoriker Horst Bredekamp mit seiner Theorie des Bildakts anknüpft.

## Theorie
Die Grundannahme der Theorie besagt, dass im Bild mehr enthalten ist als nur ein Abbild.  Bilder sind demzufolge nicht nur auf die Wahrnehmungsprozesse im Betrachter reduzierbar. Entgegen einer vorherrschenden Auffassung der Wirklichkeit und des Umgangs mit Bildern als innerer Repräsentationen, betont die Theorie das autonome Auftreten des Bildes. Im Aufeinandertreffen von Betrachter und Bild erhält der Rezipient nicht alleine seine eigene, subjektive Wahrnehmung des Bildes, sondern er wird mit einem Gegenüber konfrontiert, das in seiner distinkten Form Autonomie besitzt und ausübt.
Die David Freedberg in seiner grundlegenden Untersuchung The Power of Images entwickelt hat, beruhen alle Erörterungen einer solchen Autonomie und Macht des Bildes auf einem erweiterten Bildbegriff. Dieser bezieht sich nicht allein auf Kunstwerke und Fotografie oder gar nur gerahmte Gemälde, sondern im weitesten Sinn auf alle materiellen Artefakte, die ein Minimum an menschlicher Bearbeitung zeigen. Damit gehört die gesamte gestaltete Umwelt zum Phänomenbereich Bildakt.

## Bildakt und Sprechakt
Bredekamp hat den Begriff Bildakt als Alternative zu dem aus der Sprachwissenschaft stammenden Begriff des Sprechakts angelegt. Das Bild wird in dieser Übertragung in der Rolle des Sprechenden verortet. In der künstlerischen Praxis zeigt sich dieser Status etwa in Form sprechender Werke, auf denen Inschriften mit Selbstaussagen formuliert sind. Die bekannte Formel me fecit („hat mich gemacht“) benennt beispielsweise auf dem Rahmen von Jan van Eycks Mann mit dem roten Turban „JOH[ANN]ES DE EYCK ME FECIT A[N]NO MCCC 33 21 OCTOBRIS“ (Jan Van Eyck hat mich im Jahr 1433 am 21. Oktober gemacht) auf diese Weise „die Doppelexistenz des Werks als geschaffenes Objekt und autonomes Subjekt.“

## Drei Formen des Bildakts
In seinem Versuch einer umfassenden Bestimmung des Bildakts unterscheidet Bredekamp drei verschiedene Formen. Der schematische Bildakt bezeichnet Bildpraktiken, die eine Verlebendigung des Bildes erreichen, indem sie sich der Körperschemata bedienen oder Körper selbst zu Bildern werden lassen, wie etwa in den Tableaux Vivants.
Der substitutive Bildakt beschreibt die Austauschbarkeit von Bild und Körper. Diese Rolle des Bildes zeigt sich im Ikonoklasmus, wenn Bilder bestraft werden wie lebendige Menschen, oder wenn als Mittel des Terrors Menschen getötet werden, um sie zu Bildern der Destruktion werden zu lassen. Beispiele hierfür reichen vom reformatorischen Bildersturm über Schandbilder bis hin zu aktuellen Terrortaktiken des „Islamischen Staats“, der Menschen als lebendige Bilder und Bilder als lebendige Feinde vernichtet.
Der intrinsische Bildakt benennt die Wirkung, die von der Spezifik des Materials und den gestalteten Formen ausgeht. Hierin ist eine ontologische Ebene der Betrachtung eröffnet, die zur Grundfrage führt, inwieweit schon auf Ebene der Stofflichkeit eine innewohnende Potenz der Gestalt vorausgesetzt werden muss.

## Philosophie
Philosophische Grundannahmen im Sinne des Bildakts finden sich beispielsweise bei Giambattista Vico, der die Welt des mondo civile als ein eigenständig gestaltetes Universum begriff, das der Mensch deshalb verstehen könne, weil er es selbst erzeugt habe. Bild und Sprache verstand Vico als Zwillinge einer aktiven Kraft. Thomas Hobbes knüpfte die Bildung von Gemeinschaften an die Wirkmacht von Bildern. Charles Sanders Peirce sah bildliche Erscheinungen ebenfalls als autonom an, sodass der Mensch als Teilnehmer und nicht als Urheber einer gestalteten Umwelt auftritt.
Die Philosophie des Bildakts ist im weitesten Sinn eine Variante des Pragmatismus und der Verkörperungsphilosophie. Während für diese, wie im Enaktivismus, der Körper und die Korrespondenz mit Hilfsmitteln in die Frage nach dem Bewusstsein einbezogen ist,  rechnet der Bildakt wie James Gibsons Affordances nicht allein mit der Extension des Geistes, sondern mit dessen Bestimmung durch die „entgegenkommende“ Gestalt.  Eva Schürmann hat in ihrer Philosophie der Praxis des Sehens dem Prinzip des Bildakts einen eigenen Status zugesprochen.  Das Konzept der Symbolischen Artikulation bezieht den Bildakt in eine den Laut, die Gestik und den Körper insgesamt umfassende Neubestimmung des Symbolbegriffs ein.

## Rezeption und Kritik
In Anbetracht der wachsenden Bedeutung von Bildern durch die Digitalisierung der Welt wurde der Bildakt als ein Versuch gelobt, deren eigenständige, nicht-repräsentative Bedeutung starkzumachen.  Der Philosoph Wolfram Hogrebe begrüßte den Bildakt als augenöffnend für eine „bildblinde Natur- und Geisteswissenschaft“, da er deutlich mache, dass Bilder „die Realität nicht abbilden, sondern mit erzeugen“.
An der Bildakt-Theorie wurde kritisiert, dass mit der als Pseudolebendigkeit gedachten Autonomie der Bilder ein dingmagisches Denken und die Gefahr des Animismus und einer mystischen Wendung verbunden wäre. W. J. Mitchell wies mit Bezug auf diese Kritik darauf hin, dass diese eine Verweigerung gegenüber der alltäglichen Erfahrung des Menschen mit Bildern darstelle. Diese sei zu reflektieren und möglicherweise auch zu kritisieren, dürfe aber nicht ausgeblendet werden. Die kontroverse Diskussion des Bildakts in unterschiedlichen Fächern war Gegenstand eines Symposiums am ZiF in Bielefeld im April 2018.